# Évacuation de ressortissants
L'évacuation de ressortissants (abrégé : RESEVAC) est un type d'opération militaire, par lequel une (voire plusieurs) force(s) armée(s) étatique(s) fait quitter aux ressortissants étrangers un pays où ils sont en danger. La plupart du temps, ce danger est lié à l'instabilité politique, des émeutes voire une guerre civile. Parfois c'est également la conséquence d'une catastrophe naturelle : tremblement de terre, cyclone tropical, tsunami, épidémie, etc.

## Principes des opérations RESEVAC

### Cadre juridique
Les opérations d’évacuation des ressortissants se fondent sur les devoirs de protection des États vis-à-vis de leurs citoyens. Elles sont légitimées par le droit coutumier des États en l’absence de normes conventionnelles. Elles s’inscrivent cependant dans le droit international voire dans le droit des conflits armés.
Elles respectent les principes suivants :
- accord de principe de l’État territorialement concerné, dans la mesure où les structures politiques sont encore en place ;
- stricte neutralité vis-à-vis des belligérants ;
- opération strictement limitée dans ses buts, dans l’espace et dans le temps, à l’évacuation des ressortissants concernés.

Elles sont généralement étendues aux ressortissants d’autres pays, généralement alliés ou amis ainsi qu’aux personnes « protégées » (nationaux du pays en crise employés par les ambassades ou les représentations consulaires ainsi que leurs familles).
Elles sont à distinguer des opérations d’évacuation de troupes ou de combattants.

### Organisation
Les opérations d’évacuation de ressortissants sont par nature interministérielles. Elles mettent en œuvre a minima :
- Le ministère des affaires étrangères (MEAE) et son Centre de Crise et de Soutien (CDCS),  pour les crises impliquant les ressortissants français à l'étranger[1]. Le MEAE a notamment en charge, l’identification, l'éligibilité et le regroupement des ressortissants dans le territoire en crise.
- Les forces armées pour ce qui concerne l’évacuation des ressortissants depuis le ou les points de regroupements vers une zone sure (pays tiers ou territoire national) ;

Répondant généralement à des situations d’urgences, ces opérations nécessitent une préparation amont dès avant la crise. Cette préparation inclut la mise à jour des plans de sécurité des postes diplomatiques et consulaires avec entre autres l’établissement et la tenue à jour du registre des français établis hors de France, également appelée "liste consulaire",  et la préparation opérationnelle des unités potentiellement concernées.

## Principales opérations RESEVAC

### Opérations françaises
- 1978 Opération Bonite (Zaïre, actuelle République démocratique du Congo) : opération aéroportée franco-belge en vue de reprendre la ville minière de Kolwezi où des milliers de ressortissants français et belges sont menacés par des rebelles katangais[3]. Sur les 2 500 ressortissants européens de Kolwezi, l'opération permet d'évacuer 2 300 personnes, environ 200 ressortissants ayant été tués par les rebelles avant l'arrivée de la Légion étrangère[4].
- 1994 Rwanda : Opération Amaryllis, évacuation des ressortissants français avant le début du génocide.
- 1994 Yémen : RESEVAC des ressortissants français lors de la guerre civile du 21 mai au 7 juillet 1994.
- 1996 Bangui, République centrafricaine : Opération Almandin 2, RESEVAC des ressortissants français, à la suite de la mutinerie des soldats centrafricains et des émeutes dans la capitale, par voie aérienne depuis l'aéroport de M'Poko.
- 1997 Opération Espadon, (Sierra Leone) : RESEVAC de plus de 1 000 ressortissants étrangers (21 nationalités) effectué par 20 hommes du Commando de Montfort[5], l'aviso Jean Moulin et la frégate de surveillance Germinal[6].
- 1997 Albanie[7] : RESEVAC des ressortissants français par l'aviation légère de l'Armée de terre.
- 1997 Opération Pélican I et 2 : RESEVAC de plus de 6000 ressortissants français et étrangers au Congo (Brazzaville)
- 2003 Opération Providence : Évacuation de plus de 500 ressortissants français de Monrovia (Liberia) par les forces armées française (force Licorne appuyée par le TCD Orage)[8]
- 2004 Opération Licorne : Évacuation de plus de 8 000 ressortissants français par les moyens aériens civils réquisitionnés par le ministère des Affaires étrangères.
- 2004 Opération Carbet (Haïti) : évacuation des ressortissants français à la suite du séisme qui a détruit les infrastructures.
- 2006 à 2008 : Opération Baliste (Liban) : aide aux ressortissants français et européens au Liban lors du conflit israélo-libanais de 2006. Elle s'est achevée le 21 février 2008.
- 2008 Tchad : RESEVAC de tous les ressortissants étrangers à la suite des combats de rue à N'Djaména[9].
- 2014 Tripoli (Libye) : la frégate Montcalm conduit avec la frégate Courbet l'opération d'évacuation depuis la Libye de 47 ressortissants français et étrangers, dont 14 enfants[10].
- 2015 Aden (Yémen) : le patrouilleur hauturier (PH) L’Adroit, et la frégate légère furtive (FLF) Aconit[11], ont évacué 63 ressortissants de la ville d’Aden au Sud du Yémen[12].
- 30 janvier au 3 février 2020 : évacuation de ressortissants français et européens (550 personnes) de Chine, premier pays frappé par l'épidémie de coronavirus. Cette opération a été menée par le centre de crise du Ministère de l'Europe et des Affaires étrangères (MEAE) et coordonnée avec le ministère des Solidarités et de la Santé, le ministère des Armées et le ministère de l'Intérieur français. Le transport des ressortissants a été effectué par un avion Airbus A340 de l'escadron de transport 3/60  Esterel de l'Armée de l'air française, les amenant en France sur la base aérienne 125 Istres-Le Tubé. Une équipe médicale du service de santé des armées et de l'unité d'instruction et d'intervention de la sécurité civile no 7 (UIISC7) de Brignoles (Var) a assuré la prise en compte des passagers à l’embarquement et leur suivi médical durant le vol. Les ressortissants ont ensuite été transportés vers leur lieu d'hébergement, les centres d’accueil de Carry-le-Rouet et d'Aix-les-Milles[13].
- 15 août au 27 août 2021 : évacuation de ressortissants français, européens et afghans de Kaboul à la suite de la prise de pouvoir des talibans. L'opération française, nommée Apagan, permettra d'évacuer 2 834 personnes (dont 142 Français, 62 Européens et 2630 Afghans) grâce au concours de l'Armée de l'air et de l'espace et de l'Armée de terre[14],[15].
- 2023 : 
  - évacuation de ressortissants français et étrangers du Soudan au cours de l'opération Sagittaire[16]du 22 au 28 avril 2023,
  - évacuation de ressortissants français et étrangers du Niger du 1er au 4 août 2023.
- 2024: évacuation de ressortissants français et étrangers d'Haïti en mars 2024.

### Exemples d'opérations RESEVAC étrangères
- 1945 Opération Hannibal : la marine allemande évacue 800 000 civils de Courlande, Prusse-Orientale et du corridor de Dantzig face à l'avancée de l'Armée rouge.
- 1975 Chute de Saïgon (Viêt Nam), Opération Frequent Wind : à la suite de la victoire des forces communistes, plus de 7 000 personnes sont évacuées en quelques jours, dont 1 373 Américains et 5 595 Sud-Vietnamiens.
- 1993 Opération Golden Fleece (en) : la marine grecque évacue un millier de ressortissants de Géorgie.

## Les opérations RESEVAC au cinéma
- La Canonnière du Yang-Tsé, film américain de Robert Wise sorti en 1966, avec Steve McQueen : sauvetage de missionnaires américains en Chine en 1926 durant la guerre civile.
- La légion saute sur Kolwezi, film français de Raoul Coutard sorti en 1980 : reconstitution de l'Opération Bonite au Zaïre.
- Les Larmes du Soleil (Tears of the Sun), film américain d'Antoine Fuqua sorti en 2003 : évacuation par l'armée américaine de ses ressortissants au Nigeria.
- 13 jours, 13 nuits, film français de Martin Bourboulon, sorti en 2025 : évacuation par l'armée française de ressortissants lors de l'opération Apagan à la suite de la chute de Kaboul.